# Luis Arias (músico)
Luis Mario Nolasco Arias (16 de julio de 1940-31 de diciembre de 2018) fue un compositor y docente argentino.

## Biografía
Nacido en la Ciudad de Buenos Aires, el 16 de julio de 1940. Hijo de la musicóloga y compositora argentina Raquel Cassinelli de Arias. Realizó sus estudios de composición en la Facultad de Artes y Ciencias Musicales de la Universidad Católica Argentina entre los años 1962 y 1966, bajo la dirección de Alberto Ginastera, Pedro Sáenz Amadeo, Roberto Caamaño y Gerardo Gandini. Con la beca que obtuvo en el Centro Latinoamericano de Altos Estudios Musicales (CLAEM) del Instituto Di Tella (1967-1968), perfeccionó sus estudios con los maestros Luigi Nono, Vladimir Ussachevsky, Cristóbal Halffter, Roman Haubenstock-Ramati, Gilbert Amy, Francisco Kröpfl, Olivier Messiaen y Bruno Maderna. Estudió también clarinete, piano y dirección orquestal, y antes de definir totalmente su vocación musical, había cursado estudios en la Facultad de Ciencias Exactas de la Universidad de Buenos Aires. Se casó con la pianista Ana Stampalia, con quien tuvo tres hijos. 
Como compositor participó en el Segundo Festival de Música Latinoamericana (Montevideo, 1966), el Primer Encuentro Internacional de Música Aleatoria (Montevideo, 1966), el Segundo Festival de Guanabara (Río de Janeiro, 1970), el Primer Festival de Música Contemporánea (Buenos Aires, 1970), en el Tercer y Cuarto Festival de Música Argentina Contemporánea (Buenos Aires, 1971, 1972), Expomúsica (Buenos Aires y Puerto Rico, 1976), Primer Festival de Música Contemporánea (Caracas, 1977), Festival Mundial de Atenas (1979) y Tribunal Internacional de Compositores (París, 1971 y 1982). Sus obras, entre las que se destaca su producción sinfónica, hallaron difusión en Latinoamérica, Estados Unidos, Canadá y Europa.
Ha recibido encargos de la Municipalidad de la Ciudad de Buenos Aires (1971), Orquesta Sinfónica Nacional (1972) y Orquesta Sinfónica Provincial de Rosario (1973). Es miembro de la Filial Argentina de la Sociedad Internacional de Música Contemporánea (SIMC) y de la Sociedad Argentina de Autores y Compositores (SADAIC), donde integró la Comisión Asesora de Música Sinfónica. 
Paralelamente a su labor de compositor ha desarrollado una actividad docente continua desde 1966, siendo profesor titular en los Conservatorios Juan José Castro (La Lucila, Prov. Buenos Aires), Conservatorio Julián Aguirre (Banfield, Prov. Buenos Aires), Facultad de Bellas Artes de la Universidad Nacional de La Plata, Universidad Católica Argentina y el Conservatorio Nacional Superior de Música (IUNA), donde ha dictado las cátedras de Composición, Instrumentación y Orquestación, Acústica y Armonía.
Luis Arias ha sido reconocido como uno de los grandes orquestadores hispanoamericanos de la música del siglo XX. La producción musical de sus últimos años incluye orquestaciones inéditas de obras de Maurice Ravel y Edvard Grieg.

## Obras

### Orquesta sinfónica
- Introducción y Cortejo (1960)
- Isofonías (1965)
- Fonosíntesis II  (1966)
- Polarizaciones[4] (1972)
- Transiciones IV (1973)
- Ricercare's Blues (1976) con grupo concertante
- Contactos II (1980) con saxo alto solista
- Equisonancias III (1982) con coro mixto

### Orquesta de Cámara
- Tres movimientos (1962)
- Elegía (1963)
- Variaciones[5] (1964)
- Contactos IV (1981)

### Música de Cámara
- Esquemas (1963) con clarinete y piano.
- Trío (1963) con oboe, clarinete y violonchelo.
- Elegía a la memoria de Tirso de Olazabal[6] (1963) con clarinete, viola y piano.
- Hoquetus I (1965) con dos flautas, clarinete, violonchelo, arpa y percusión.
- Quinteto (1965) con cuarteto de arcos y piano.
- Canon III (1965) con dos violines, viola, piano, percusión y cinta magnetofónica.
- Hoquetus II (1966) con nueve instrumentos y flautas dulces optativas.
- Fonosíntesis III (1967) con doce instrumentos (algunos variables).
- Gradientes I (1968) con conjunto de metales y percusión.
- Transiciones II (1969) con cuarteto de arcos.
- Pararritmias II (1971) con flauta, clarinete, saxo alto, trombón, piano, y percusión.
- Ricercare's Blues (1974) con flauta, clarinete, saxo alto, trombón, violonchelo, contrabajo, órgano electrónico y percusión.
- Equisonancias I (1975) con flauta, dos guitarras y percusión.
- Equisonancias II (1980-1981) con clarinete, violín, violonchelo, voz femenina y percusión.
- Contactos III (1981) con clarinete, saxo alto, violín, violonchelo, piano y percusión.
- Contactos III (1982) con flauta, clarinete, clarinete bajo, violín, violonchelo y piano.
- Proyecciones (1983) con flauta, saxo, trompeta, trombón, percusión, piano y órgano electrónico.
- Música (1985) con clarinete, clarinete bajo, saxo alto, trombón, trompeta, percusión, piano y órgano electrónico.

### Conjunto de Cámara y Coro
- Fonosíntesis I (1966) con dos violines, viola, dos clarinetes, piano, percusión y coro femenino.
- Adiabasis[7] (1970) con doce a quince instrumentos (algunos variables) y voces mixtas.

### Conjunto de Cámara con transformación electrónica
- Gradientes II (1968) con dos flautas, dos clarinetes, violín, violonchelo y piano con transformación en vivo.

### Banda de Jazz
- Contactos I (1979)

### Instrumentos solistas
- Dos preludios (1961) para piano.
- Tres movimientos (1962) para piano a cuatro manos.
- Pararritmias I[8] (1971) para piano.
- Transiciones I[9] (1968) para flauta
- Transiciones III (1970) para órgano.

### Orquestación
- Sonatina (2006) de Maurice Ravel
- Tañido de campanas (2007), de la Suite Lírica de Edvard Grieg
- Gaspard de la nuit (2013) de Maurice Ravel

## Premios
Por sus obras se le han otorgado los siguientes premios, distinciones y menciones:
- Primer Premio de Broadcast Music Inc. (New York, 1965).
- Premio Especial del SODRE en el Segundo Festival Latinoamericano (Montevideo, 1966).
- Primer Premio Municipalidad de la Ciudad de Buenos Aires (1964, 1966, 1972).
- Cuarto Premio en el Segundo Festival de Guanabara (Río de Janeiro, 1970).
- Primer Premio Promociones Musicales (Buenos Aires, 1971).
- Primer Premio Fondo Nacional de las Artes (Buenos Aires, 1972, 1973, 1976, 1977).
- Primer Premio Tribuna Argentina de Compositores (Buenos Aires, 1971, 1982).
- Tercer Premio Nacional de Música (1989).
- Segundo Premio Nacional de Música (1997).
- Mención Especial de la Fundación Royaumont (Francia, 1967).
- Mención Honorífica de Casas de las Américas (Cuba, 1966).
- Mención Honorífica Promociones Musicales (Buenos Aires, 1966)
- Mención Honorífica Fundación G.V. Viotti (Italia, 1971).
- Mención Honorífica Municipalidad de la Ciudad de Buenos Aires (1972).
- Mención Honorífica Fondo Nacional de las Artes (Buenos Aires, 1975, 1976, 1977).
- Mención Honorífica Premio Nacional de las Artes (Buenos Aires, período 1979-1982).
- Distinción 2017 de la Asociación de Críticos Musicales de la Argentina, Trayectoria Compositor.[10]